# Rita Pax
Rita Pax albo RiTa Pax – polski zespół muzyczny założony w 2012 roku przez Paulinę Przybysz we współpracy z muzykami występującymi na polskiej scenie alternatywnej (związani m.in. z Afro Kolektywem, Brodką, Dagadaną, Noviką czy Newest Zealand). Projekt Rita Pax to w założeniu „detox od MIDI i produkcyjnego podejścia do muzyki”.

## Dyskografia
Albumy
| Rok                                                     | Dane dot. albumu                                                                                           | Najwyższa pozycja na liście |
| Rok                                                     | Dane dot. albumu                                                                                           | POL                         |
| ------------------------------------------------------- | --- | --------------------------- |
| 2013                                                    | Rita Pax - Data: 17 czerwca 2013 - Wydawca: Penguin Records - Format: CD, digital download                 | –                           |
| 2015                                                    | Old Transport Wonders - Data: 1 marca 2015 - Wydawca: Penguin Records - Format: CD, digital download       | –                           |
| 2022                                                    | Piękno. Tribute to Breakout - Data: 10 maja 2022 - Wydawca: Polydor Records - Format: CD, digital download | 32                          |
| „–” oznacza, że album nie był notowany na danej liście. | |                             |

Notowane utwory
| Rok  | Tytuł   | Najwyższa pozycja na liście | Album                 |
| Rok  | Tytuł   | RDC                         | Album                 |
| ---- | ------- | --------------------------- | --------------------- |
| 2015 | „Widow” | 2                           | Old Transport Wonders |